# ألكسندر جورافليوف
العقيد العام ألكسندر ألكسندروفيتش جورافليوف (بالروسية: Александр Александрович Журавлёв؛ من مواليد 5 ديسمبر 1965) هو ضابط في القوات البرية الروسية تولى قيادة القوة العسكرية في سوريا أثناء التدخل العسكري الروسي في الحرب الأهلية السورية وشغل منصب قائد المنطقة العسكرية الغربية من نوفمبر 2018 إلى يونيو 2022. وبعد عودته من سوريا، أصبح نائباً لرئيس هيئة الأركان العامة، قبل أن يتم تعيينه قائداً للمنطقة العسكرية الشرقية في نوفمبر 2017. حصل أيضًا على لقب بطل الاتحاد الروسي في عام 2016 بتوجيه من الرئيس. وفي الوقت الراهن، حددته نيوزيلندا باعتباره مجرم حرب في أوكرانيا، وفرضت عليه عقوبات.